# カイラサ合衆国

カイラサ合衆国
Kailaasa

国の標語：カイラサ語
国歌：あぁ…月よ

 

カイラサ合衆国（カイラサがっしゅうこく）は南米のエクアドルに存在するミクロネーション。国際連合の会議に国家を名乗り参加したことなどで話題となった。

## 概要
カイラサ合衆国は、2019年12月にニトヤナンダ・パラマシヴァムが全てのヒンドゥー教徒のための“宇宙国家”創設を宣言したことにより誕生した。国名はヒンドゥー教の聖地であるカイラス山に因んでおり、独自の政府や政府機関の発足、金色の旅券の発給、首都機能をニトヤナンダ自身が購入したエクアドル沖合の島に置くこと等を発表し、また、カイラサ合衆国の広報は日本メディアの取材に対し、
と回答しているが、エクアドル政府はこれらを否定している。

建国者であるニトヤナンダはインドのティルヴァンナーマライに1977年、もしくは1978年に生まれたヒンドゥー教の導師で、12歳で強烈なスピリチュアル体験を経て、22歳で完全に悟りを開き、24歳から導師として本格的な布教活動を開始したとされる。
布教で信徒・弟子を増やすと、翌年には修道院を建設するほどの成長を遂げたが、一方、2010年より女性信者に対する性暴力で逮捕され、その数年後には子どもを誘拐した上で修道院に監禁するなどの事件を起こして逮捕されている。ニトヤナンダは裁判の直前に姿を消し、以来4年にわたり行方をくらませていたが、その間もSNSなどを通じて信者を増やし続けていた。また、ニトヤナンダは詐欺師とも報じられることがある。

カイラサ合衆国は2023年1月にアメリカ、ニュージャージー州の都市、ニューアーク市と姉妹都市の提携を結んだことを発表したが、国として存在していないことが発覚したため後に破棄される。また、同年2月24日にスイスのジュネーブで行われた国際連合の会合で「カイラサ合衆国」大使を名乗る女性が出席し、
と発言した。この会合は女性差別などについて話し合うもので誰もが参加できるものであったが、国連は、大使と名乗る女性の発言を無視すると表明した。